# Svenska basketligan 2016-17
La temporada 2016-2017 de la Svenska basketligan fue la edición número 24 de la Svenska basketligan, el primer nivel de baloncesto en Suecia. La temporada comenzó el 6 de octubre de 2016 y terminó el 10 de mayo de 2017. El BC Luleå se proclamó campeón por cuarta vez en su historia.

## Formato
Los nueve equipos jugaron cuatro partidos contra cada uno de los otros equipos para un total de 32 partidos. Los ocho equipos mejor calificados disputaron los playoffs, y no hubo descensos.

## Equipos
En octubre de 2016, Sundsvall Dragons y Eco Örebro fueron expulsados de la liga.
| Equipo              | Ciudad     | Pabellón              | Capacidad |
| ------------------- | ---------- | --------------------- | --------- |
| Luleå               | Luleå      | Luleå Energi Arena    | 2,700     |
| Borås               | Borås      | Boråshallen           | 3,000     |
| Jämtland            | Östersund  | Östersunds sporthall  | 1,700     |
| Malbas              | Malmö      | Heleneholms Sporthall | 400       |
| Norrköping Dolphins | Norrköping | Stadium Arena         | 4,500     |
| Nässjö              | Nässjö     | Nässjö Sporthall      | 1,200     |
| Södertälje Kings    | Södertälje | Täljehallen           | 2,200     |
| Umeå                | Umeå       | Umeå Energi Arena     | 1,270     |
| Uppsala             | Uppsala    | IFU Arena             | 2,880     |

## Temporada regular

### Clasificación
| Pos. | Equipo              | PJ | G  | P  | PF   | PC   | DP   | Pts | Clasificación              |
| ---- | ------------------- | -- | -- | -- | ---- | ---- | ---- | --- | -------------------------- |
| 1    | Luleå               | 32 | 24 | 8  | 2723 | 2352 | +371 | 48  | Clasificados para Playoffs |
| 2    | Norrköping Dolphins | 32 | 23 | 9  | 2495 | 2152 | +343 | 46  | Clasificados para Playoffs |
| 3    | Södertälje Kings    | 32 | 23 | 9  | 2592 | 2307 | +285 | 46  | Clasificados para Playoffs |
| 4    | Uppsala             | 32 | 18 | 14 | 2543 | 2436 | +107 | 36  | Clasificados para Playoffs |
| 5    | Borås               | 32 | 17 | 15 | 2546 | 2376 | +170 | 34  | Clasificados para Playoffs |
| 6    | Jämtland            | 32 | 16 | 16 | 2753 | 2619 | +134 | 32  | Clasificados para Playoffs |
| 7    | KFUM Nässjö         | 32 | 15 | 17 | 2388 | 2404 | −16  | 30  | Clasificados para Playoffs |
| 8    | Umeå BSKT           | 32 | 5  | 27 | 2254 | 2875 | −621 | 10  | Clasificados para Playoffs |
| 9    | Malbas              | 32 | 3  | 29 | 2139 | 2912 | −773 | 6   |                            |

 Fuente: Basketligan
Criterios de clasificación: 1) Puntos; 2) Enfrentamientos ente equipos; 3) Ratio de enfrentamientos entre equipos; 4) Puntos totales.

## Playoffs
|  | Cuartos de final | Cuartos de final    | Cuartos de final |                  |   | Semifinales         | Semifinales | Semifinales |  |   | Final | Final | Final |  |
|  |                  |                     |                  |                  |   |                     |             |             |  |   |       |       |       |  |
|  |                  |                     |                  |                  |   |                     |             |             |  |   |       |       |       |  |
|  | 1                | Luleå               | 3                |                  |   |                     |             |             |  |   |       |       |       |  |
|  | 1                | Luleå               | 3                |                  |   |                     |             |             |  |   |       |       |       |  |
|  | 8                | Umeå BSKT           | 0                |                  |   |                     |             |             |  |   |       |       |       |  |
|  | 8                | Umeå BSKT           | 0                |                  | 1 | Luleå               | 4           |             |  |   |       |       |       |  |
|  |                  |                     |                  |                  | 1 | Luleå               | 4           |             |  |   |       |       |       |  |
|  |                  |                     | 4                | Uppsala          | 1 |                     |             |             |  |   |       |       |       |  |
|  | 4                | Uppsala             | 4                | Uppsala          | 1 | 3                   |             |             |  |   |       |       |       |  |
|  | 4                | Uppsala             |                  |                  |   |                     |             |             |  |   |       |       |       |  |
|  | 5                | Borås               | 1                |                  |   |                     |             |             |  |   |       |       |       |  |
|  | 5                | Borås               | 1                |                  |   |                     |             |             |  | 1 | Luleå | 4     |       |  |
|  |                  |                     |                  |                  |   |                     |             |             |  | 1 | Luleå | 4     |       |  |
|  |                  |                     | 3                | Södertälje Kings | 1 |                     |             |             |  |   |       |       |       |  |
|  | 2                | Norrköping Dolphins | 3                | Södertälje Kings | 1 | 3                   |             |             |  |   |       |       |       |  |
|  | 2                | Norrköping Dolphins |                  |                  |   |                     |             |             |  |   |       |       |       |  |
|  | 7                | KFUM Nässjö         | 0                |                  |   |                     |             |             |  |   |       |       |       |  |
|  | 7                | KFUM Nässjö         | 0                |                  | 2 | Norrköping Dolphins | 2           |             |  |   |       |       |       |  |
|  |                  |                     |                  |                  | 2 | Norrköping Dolphins | 2           |             |  |   |       |       |       |  |
|  |                  |                     | 3                | Södertälje Kings | 4 |                     |             |             |  |   |       |       |       |  |
|  | 3                | Södertälje Kings    | 3                | Södertälje Kings | 4 | 3                   |             |             |  |   |       |       |       |  |
|  | 3                | Södertälje Kings    |                  |                  |   |                     |             |             |  |   |       |       |       |  |
|  | 6                | Jämtland            | 2                |                  |   |                     |             |             |  |   |       |       |       |  |
|  | 6                | Jämtland            | 2                |                  |   |                     |             |             |  |   |       |       |       |  |
|  |                  |                     |                  |                  |   |                     |             |             |  |   |       |       |       |  |